# Helenoniscus prenanti
Helenoniscus prenanti är en kräftdjursart som beskrevs av Legrand1943. Helenoniscus prenanti ingår i släktet Helenoniscus och familjen Trichoniscidae. Inga underarter finns listade i Catalogue of Life.